# Тіпан-Чен-Віц
Тіпан-Чен-Віц (ісп. Tipan Chen Uitz) — руїни міста цивілізації мая в окрузі Кайо (Беліз). Назва перекладається як «Фортеця гірського колодязя».

## Історія
Стародавня назва невідома. Перші поселення виникли на початку нашої ери. Городище утворилося десь наприкінці докласичного періоду. На початку класичного періоду навколо нього було утворено самостійну державу. Втім натепер щодо назви царства немає впевненості серед дослідників. За однією з гіпотез воно мало назву Нааххо'чан або розташовувалося в області з такою назвою. У цей період зуміло розширити кордони підкоривши сусідні землі та невеличкі полотії.
Розгалужена мережа доріг-сакбе поєднувала його із меншими сусідніми городищами Йашбе і Кахаль-Віц-На, розташованими у 1,5 і 3 км на захід. На думку археологів, з політичного погляду Йашбе і Кахаль-Віц-На підпорядковувалися Тіпан-Чен-Віцу, тоді як останній був столицею царства, сфера впливу якого простягалася на довколишню область у понад 155 км2. Приблизні межі царства Тіпан визначають на підставі розташування городищ Діп-Валлі (10,4 км на схід), Камалоте і Генґінґ-Рок (12,2 км на північ), Блекмен-Едді (15,4 км на північний захід) та Ловер-Бартон-Крік (11,9 км на захід).
З середини V століття до 562 року перебував у сфері впливу Мутульського царства. Скориставшись послабленням останнього ахави Тіпан-Чен-Віци деякий проводили зважену самостійну політику, маневруючи між більш потужними силами. З VII століття царі Тіпан-Чен-Віца належали до числа васалів Саальського царства, яке в свою чергу належало до сфери впливу Канульської держави. Після послаблення останньої Сааль набув більшої ваги. Водночас Тіпан-Чен-Віц зберіг вірність саальським ахавам.
Після занепаду Саальського царства у 2-й половині IX ст., Тіпан-Чен-Віц здобув самостійність. Разом з тим вимушений був увесь час боротися з загарбниками, що цього часу вдерлися з Центральної Мексики та Табаско. Остаточно місто припинило своє існування близько 950 року.

### Ахави
- Тівооль-Чак-Йахм-Хіш (710-ті)
- Ханаахб-Уті’-Чаналь-К'ахк’

## Опис
Розташоване на території округу Кайо лише в 17 км на південь від Бельмопана. На сьогодні Тіпан-Чен-Віц є одним із п'яти найбільших городищ стародавніх мая в Белізі.
За своєю архітектурою відповідає стилю Пасьйон, в значній мірі наслідує мотиви Дос-Піласа звідки звичай прикрашання сходів монолітними вапняковими плитами поширився на це городище.
Ритуально-адміністративний центр городища становить 5,2 га. У його межах виявлено 63 головні споруди. Ядро складається зокрема із семи площ, п'яти дворів, щонайменше п'ятьох храмів, стадіону для гри в м'яч у формі літери Т, трьох доріг-сакбе і палацового комплексу, що сягає понад 20 м заввишки. Царі мешкали у великому палацовому комплексі, до якого вели широкі сходи «Споруди A-1». Між 750 і 850 роками над основою сходів звели низьку платформу, облицьовану плитами із щільного кристалічного вапняку. Схожі плити було знайдено і при дослідженні інших споруд у Тіпан-Чен-Віці.
Писемні пам'ятки з Тіпан-Чен-Віца можна чітко поділити на дві групи: тексти на фрагментах кераміки і монументальні написи. Тексти на кераміці збереглися лише в уривках, їх було знайдено у невеликій печері, що розташовується на площі C Тіпана і позначається офіційно як TCU s.08. Усередині печери археологи виявили численні уламки кераміки, обсидіанові леза та інші приношення. Хоча з-поміж знахідок переважає кераміка пізнього або термінального класичного періоду (650—950 роки), трапляються також ранньокласичні (250—550 роки) і навіть докласичні (0-250 роки) зразки. Це означає, що, по-перше, на межі нашої ери у Тіпан-Чен-Віці вже мешкало населення, яке використовувало печеру TCU s.08 як місце для здійснення обрядів, а по-друге, печера не втратила свого сакрального значення упродовж майже тисячі років. Нечисленні фрагменти кераміки з ієрогліфічними текстами фахівці датують середнім і термінальним класичним періодом.
У 2011 році археологи вели розкопки сходів «Споруди A-1» і знайшли перший монумент із Тіпан-Чен-Віца — велику плиту з кристалічного вапняку, що має 1,25 м завдовжки, 0,9 м завширшки і 26 см заввишки. Текст пам'ятки складається із п'яти ієрогліфічних медальйонів, що їх було викарбувано з переднього і правого боків плити. Напис, імовірно, починався із Календарного кола, від якого збереглася лише дата 365-денного сонячного року хааб 13 Муваахн. Монумент 1 із Тіпан-Чен-Віца, імовірно, ще за давніх часів розбили, тому його оригінальний текст зберігся неповністю.
Також було виявлено дві панелі із зображеннями гравців у м'яч. Обидві панелі знайшли розбитими і переміщеними з оригінального контексту ще за часів термінальної класичної доби.
Монумент 2 розбили ще у давнину. Початково він міг являти собою настінну панель або прикрашати сходи. Від ієрогліфічного тексту, на жаль, збереглися лише дрібні та розрізнені уламки, тому про його зміст неможливо сказати нічого певного.
Монумент 3 зберігся майже повністю, хоча його й розбили на два великих шматка. Зображення і напис так само досить чіткі, втрачено лише незначні деталі. Основний текст починається з дати 7 Кімі 14 Сек.
Монумент 4 так само являє собою фрагмент панелі із зображенням гравця в м'яч та ієрогліфічним текстом. Ліву частину монумента досить сильно пошкоджено, але напис, на щастя, зберігся краще.

## Історія досліджень
Про його існування було офіційно повідомлено лише в 2009 році. Дослідження у Тіпані стали одним із важливих напрямів роботи археологічного проекту в Центральному Белізі (Central Belize Archaeological Survey — CBAS). Археологічні роботи у Тіпан-Чен-Віці було розпочато в 2010 році, які тривали протягом 2011—2015 років.